# BBC News Mundo
BBC News Mundo es un portal de noticias de la BBC en español financiado por el Gobierno británico a través de un impuesto televisivo. Forma parte de la producción de idiomas extranjeros de la BBC World Service, uno de los cuarenta lenguajes que ofrece.

## Historia y premios
BBC Mundo nació en 1999 como un sitio dedicado a promover un debate semanal sobre un tema particular del acontecer mundial. Desde entonces ha evolucionado hasta convertirse en uno de los medios en español más destacados del mundo.
Ha recibido importantes premios, entre ellos el Premio Webby y el Premio Ortega y Gasset al mejor periodismo digital, ambos en 2007, y el GLAAD Media Awards al mejor artículo de periodismo digital en español de 2016 por la investigación sobre violaciones correctivas en Perú, de la periodista Leire Ventas.
En 2017, el reportaje de Margarita Rodríguez acerca del tráfico de mujeres latinoamericanas en Londres estuvo entre las 100 historias con más “engagement” o retención del año elaborado por Chartbeat, una de las empresas de medición más usadas en el mercado. Fue la única historia no inglesa de toda la lista en un estudio que analizó más de 39 millones de artículos a nivel global.

## Red de periodistas
La sede principal de BBC Mundo se encuentra en el quinto piso del edificio Broadcasting House, en Londres, donde están ubicados los periodistas de todo el Servicio Mundial de la BBC.
Cuenta con una sala de redacción en Miami; oficinas en México y Buenos Aires; reporteros en Los Ángeles, Cuba, Caracas y Bogotá; colaboradores en casi todas las capitales de América Latina; y trabaja en coordinación con la extensa red de corresponsales de la BBC en Europa, Medio Oriente, África, Asia y Oceanía.
En su equipo profesional trabajan periodistas, diseñadores y programadores de México, Chile, Venezuela, Colombia, Cuba, Perú, Bolivia, Argentina, España, Nicaragua, Uruguay, Italia y Francia.
Su actual directora es la periodista chilena Carolina Robino, quien en agosto de 2017 sucedió en el cargo al colombiano Hernando Álvarez.